# Annonay
Annonay is een gemeente in het Franse departement Ardèche (regio Auvergne-Rhône-Alpes) en telde op 1 januari 2022 17.222 inwoners, die Annonéens worden genoemd. De plaats maakt deel uit van het arrondissement Tournon-sur-Rhône. De stad is bekend als thuisbasis van de gebroeders Montgolfier, pioniers van de luchtvaart met hun warmeluchtballonnen.

## Geschiedenis

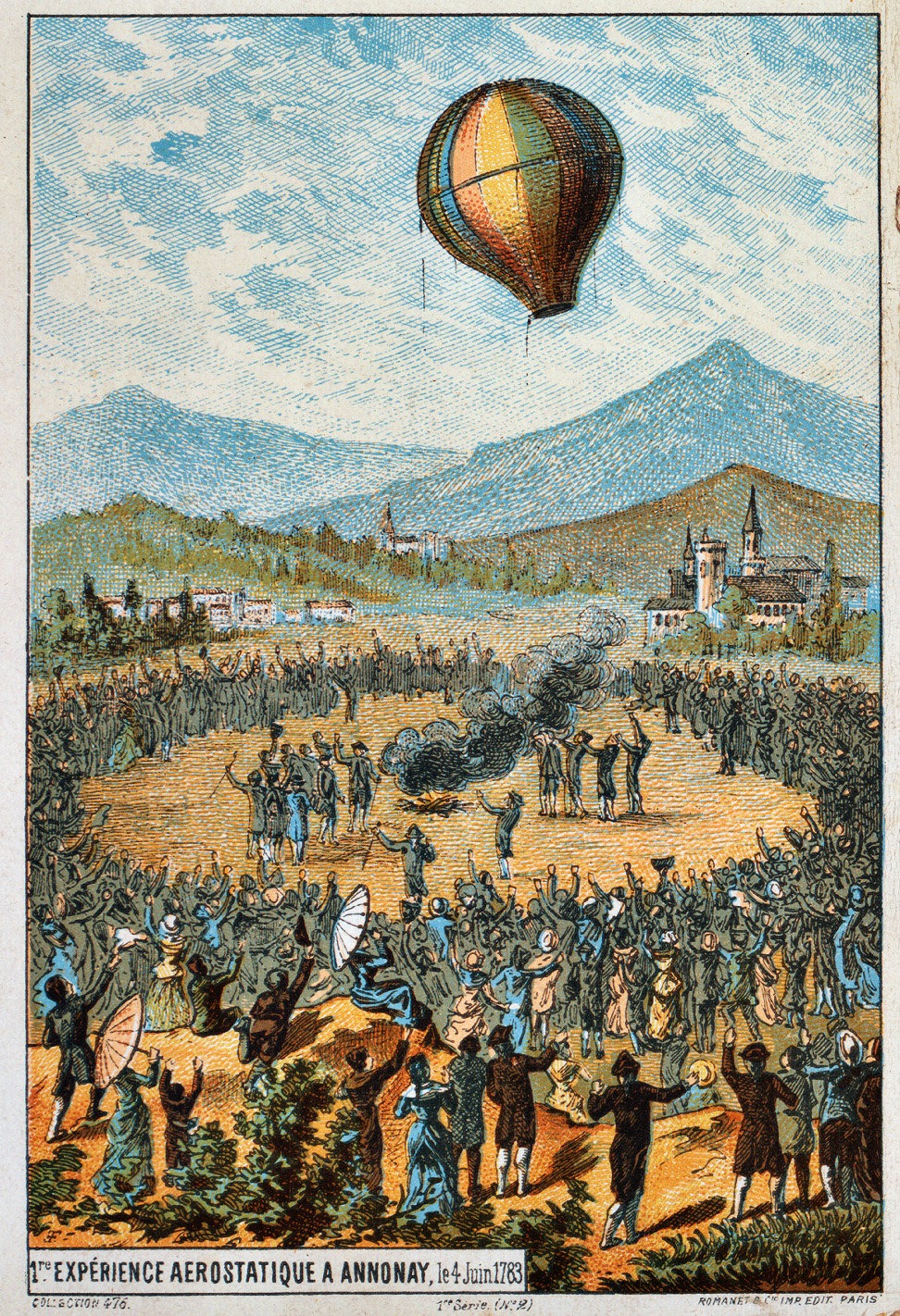
Ballonvlucht van de gebroeders Montgolfier

De plaats ontstond in de middeleeuwen op de weg tussen de Rhônevallei en Le Puy-en-Velay. De heren van Annonay behoorden tot voorname families (Roussillon, Rohan-Soubise en Levis-Ventadour). De wijnbouw en de leerlooierij waren belangrijke economische activiteiten en Annonay kreeg een stadsomwalling. Aan het begin van de 16e eeuw had de plaats ongeveer 3.500 inwoners. In 1528 predikte Étienne Machopolis, een leerling van Luther, in Annonay en later kwamen er verschillende calvinistische predikanten. De stad, die grotendeels protestants was geworden, had erg te lijden onder de Hugenotenoorlogen. De protestantse kerk werd vernield in 1685 en de protestanten gingen ondergronds of kozen voor emigratie. In de 17e en 18e eeuw herstelde de stad zich.
In de 17e eeuw vestigde de familie Montgolfier haar papierfabriek in Annonay. Het werd een belangrijke industrie voor de stad. Begin jaren 1780 begonnen de broers Joseph en Étienne Montgolfier te experimenteren met warmeluchtballonnen. Hun eerste publieke demonstratie vond plaats op 4 juni 1783 op de Place des Cordeliers. Deze onbemande vlucht luidde het begin van de luchtvaart in. De firma Papeteries Canson et Montgolfier is nog steeds in Annonay gevestigd.
De leerlooierijen en de lederindustrie verdwenen aan het eind van de 19e eeuw, maar in de plaats kwam nieuwe industrie. De werkplaats van Jean-Joseph Besset werd later Renault Véhicules Industriels en vanaf 1999 Irisbus.

## Bezienswaardigheden
- Église Notre Dame de l’Assomption (1904-1912), verving de collegiale kerk gebouwd rond 1600 en afgebroken eind 19e eeuw.
- Kasteel van Déomas (1876)
- Chapelle de Trachin (14e eeuw), voormalige kerk van een priorij
- Chapelle Sainte-Marie (17e eeuw)[4]

### Afbeeldingen

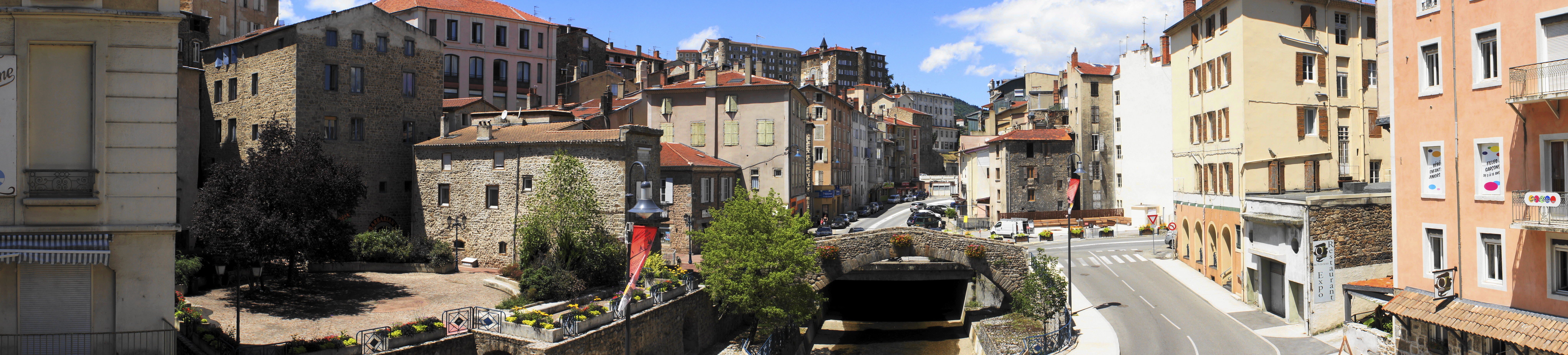
Pont Valgelas
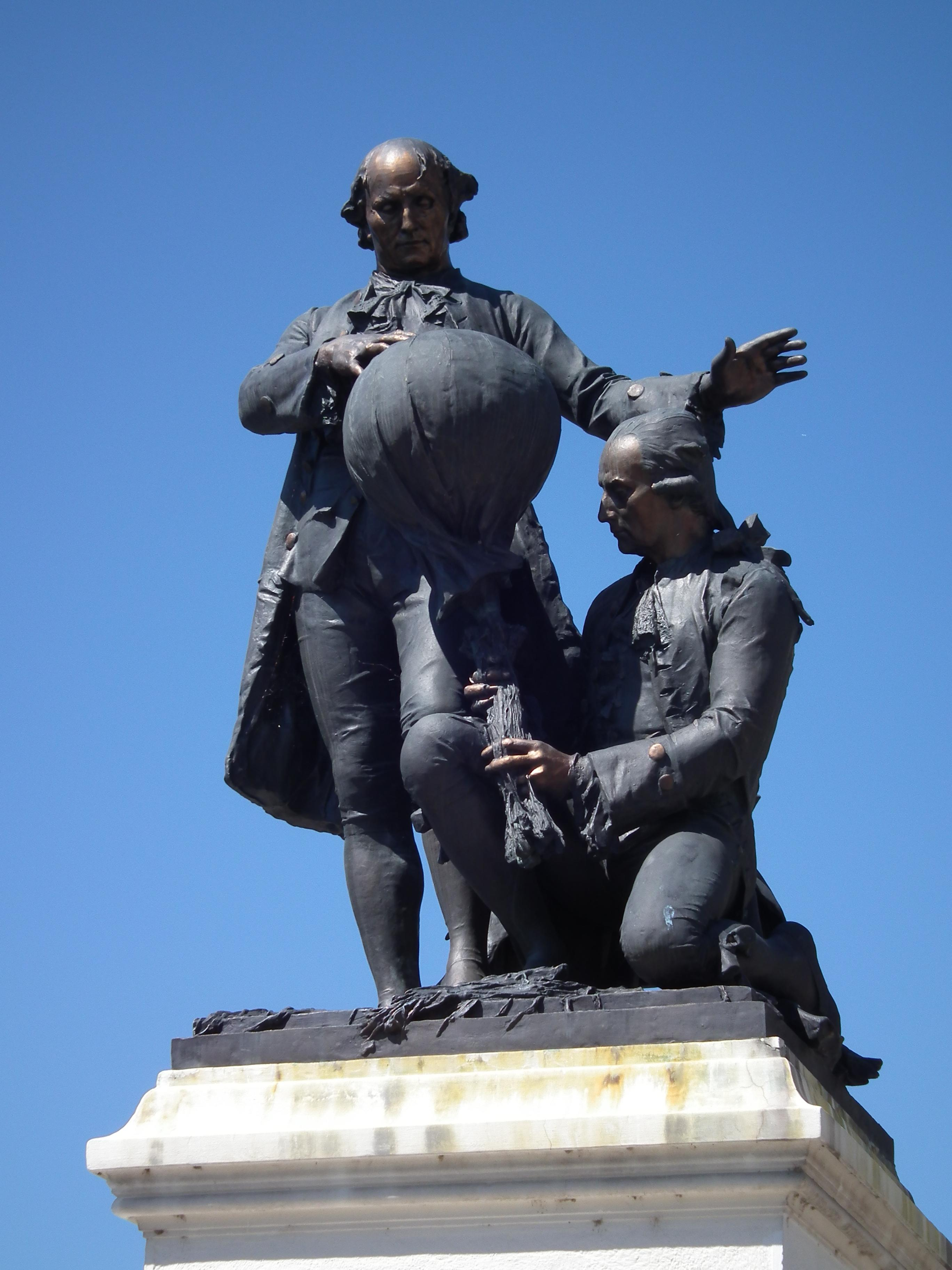
Standbeeld van de gebroeders Montgolfier
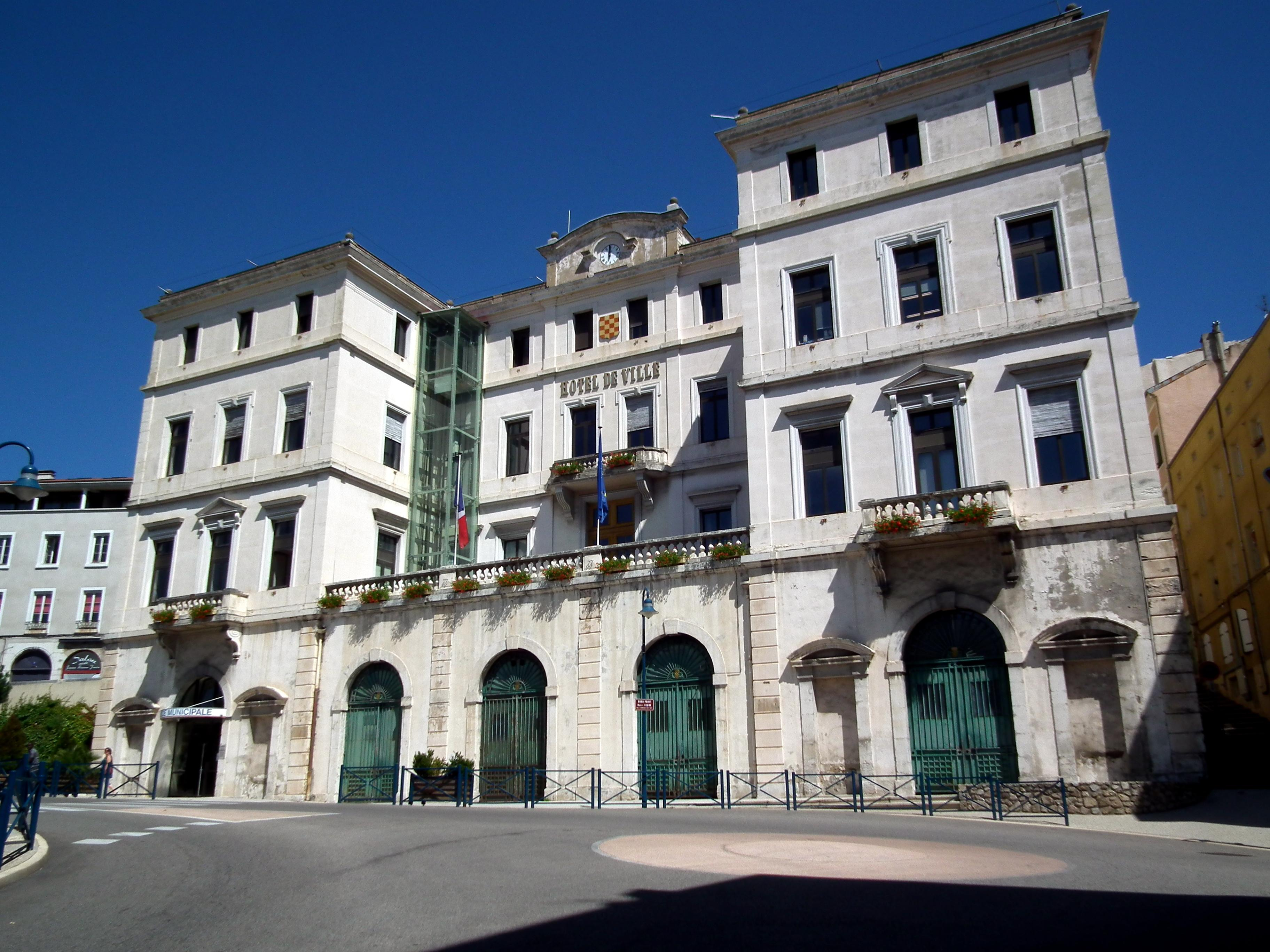
Gemeentehuis
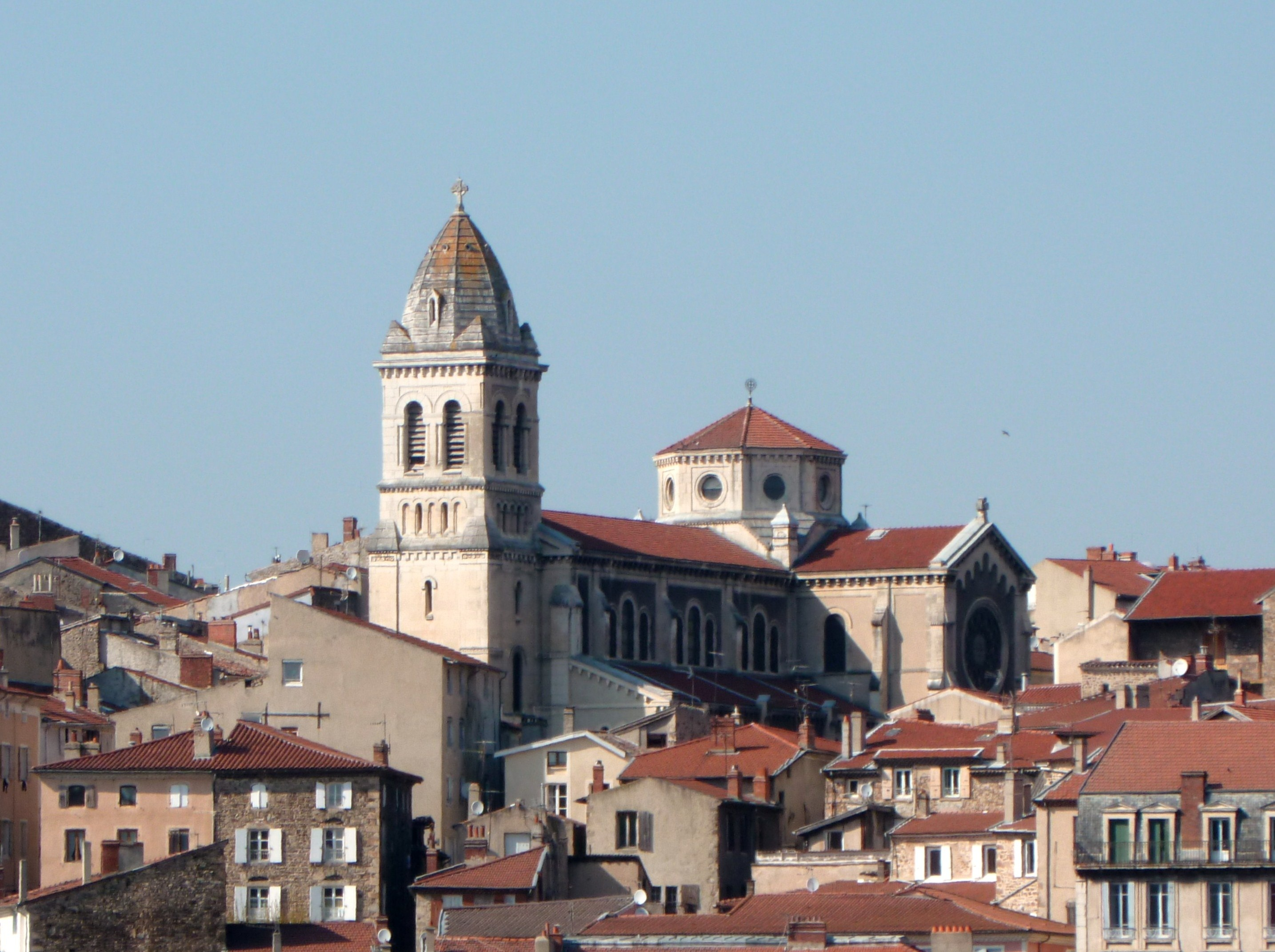
Église Notre Dame de l’Assomption
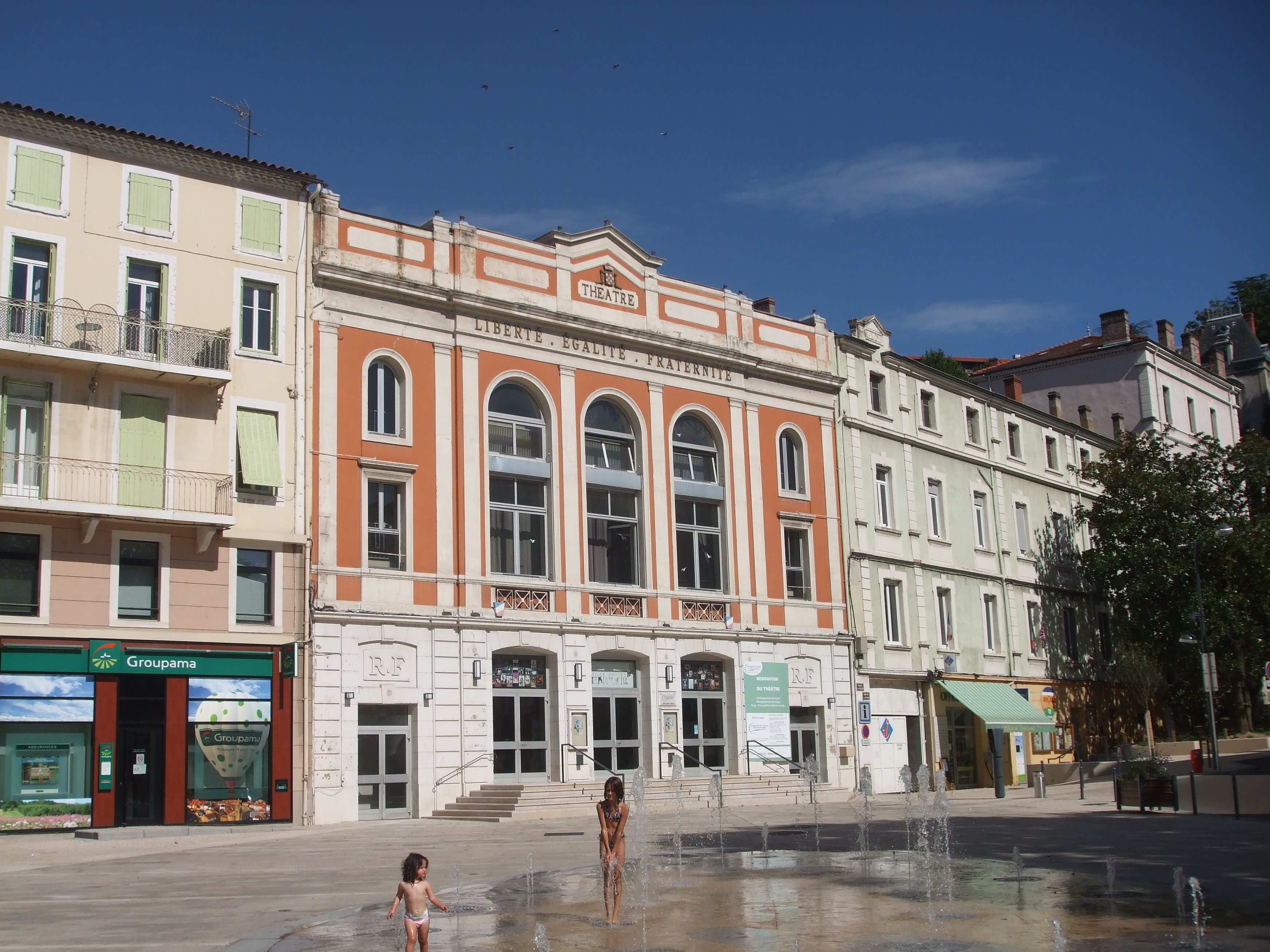
Theater

## Geografie
De oppervlakte van Annonay bedroeg op 1 januari 2022 21,2 vierkante kilometer; de bevolkingsdichtheid was toen 812,4 inwoners per km². In de gemeente vloeien de Cance en de Deûme samen.
De onderstaande kaart toont de ligging van Annonay met de belangrijkste infrastructuur en aangrenzende gemeenten.

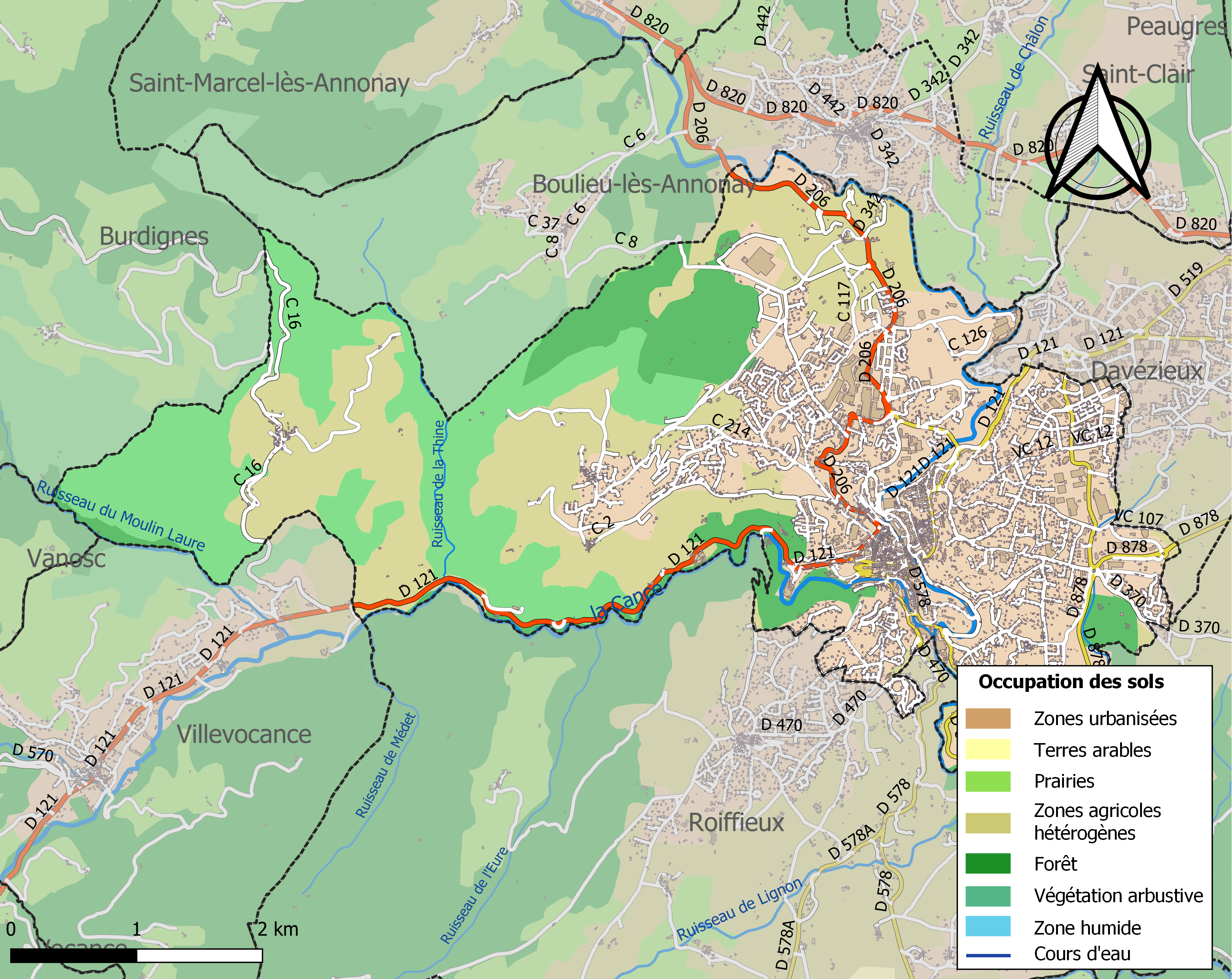

## Demografie
Onderstaande figuur toont het verloop van het inwonertal (bron: INSEE-tellingen).

Vanwege een beveiligingsprobleem met de MediaWiki Graph-software is het momenteel niet mogelijk deze grafiek weer te geven. Zodra de software is bijgewerkt zal de grafiek vanzelf weer zichtbaar worden.

## Geboren in Annonay
- André Joseph Abrial (1750-1828), rechtskundige en politicus
- Marc Seguin (1786-1875), ingenieur
- Auguste Bravais (1811-1863), mineraloog
- Joseph Canteloube (1879-1957), componist en musicoloog
- Roger Dumas (1932-2016), acteur en tekstschrijver
- Christophe Edaleine (1979), wielrenner
- Clément Grenier (1991), voetballer